# Adalbert I d'Alsàcia
Per Adalbert d'Alsàcia, comte de Metz 1045-1047 (com Adalbert III) i duc d'Alta Lorena (1047-1048), vegeu Adalbert de Lorena
Adalbert I (nascut a Obernai cap al 665 i mort a Koenigshoffen, Estrasburg, el 722) fou duc d'Alsàcia de 690 à 722. Era fill d'Eticó I, primer duc d'Alsàcia, i de Berswinde. Havia estat comte de Sundgau el 683, i durant el seu govern va constituir la cort a Koenigshoffen i les abadies de Honau, Sant Esteve d'Estrasburg i Wissembourg. Es casà amb Gerlinde de Pfalzel, filla del senescal de Clodoveu III, amb qui va tenir el futur duc Liutfrid I d'Alsàcia.